# Pedro Sánchez Quintana
Pedro Sánchez Quintana (Lugo, 1952) es un periodista español.

## Biografía
Tras ingresar en RTVE el 1 de enero de 1974, comenzó su carrera periodística en el área de deportes de Radio Nacional de España. Posteriormente, en esa misma emisora llega a ser subdirector del informativo España a las 8 y más adelante jefe de Informativos del Centro Territorial de Televisión Española en Aragón. 
Desde 1987 ha estado ligado a los servicios informativos de TVE, si bien hasta 1996 en labores de edición y dirección, entre otros del matinal Buenos días, en el que permanece hasta 1989 cuando fue sustituido por Pedro Piqueras. 
Desde el 7 de junio de 1996 al 27 de agosto de 2000 se pone por primera vez ante la cámara, presentando el Telediario fin de semana sustituyendo a Fernando G. Delgado, primero en solitario hasta agosto de 1996, después junto a Ana Blanco desde septiembre de 1996 a abril de 1998, luego en solitario hasta agosto de 1998, acto seguido con Almudena Ariza desde septiembre de 1998, hasta septiembre de 1999 y por último con María José Molina desde septiembre de 1999, hasta agosto de 2000. 
Con posterioridad hasta su prejubilación por el ERE de RTVE, el 1 de enero de 2007, siguió vinculado a los servicios informativos de TVE, siendo editor adjunto de la segunda edición del Telediario desde agosto de 2000 a agosto de 2004 y posteriormente presentador de La noche temática desde 2004 a diciembre de 2006.